# Phare de Tor Ness
Le phare de Tor Ness est un phare situé à la pointe sud-ouest de l'île Hoy, l'une des îles méridionales de l'archipel des Orcades au nord des Highlands en Écosse.
Ce phare est géré par le Northern Lighthouse Board (NLB) à Édimbourg,l'organisation de l'aide maritime des côtes de l'Écosse.

## Le phare
Ce phare a été conçu par l'ingénieur civil écossais Charles Alexander Stevenson et son frère David Alan Stevenson en 1937. C'est une tour ronde en fonte de 8 m de haut, avec galerie et lanterne. La station est peinte en blanc et émet un flash blanc toutes les 3 secondes. Ce phare est localisé au coin sud-ouest de le l'île et marque l'entrée nord-est du Pentland Firth à 13 km du phare de Dunnet Head. Le site ne semble pas être accessible par la route.
Identifiant : ARLHS : SCO-244 - Amirauté : A3600 - NGA : 3084.

### Lien connexe
- Liste des phares en Écosse